# 1 Armia Polowa (Francja)
1 Armia Polowa – związek operacyjny francuskich Sił Zbrojnych.

## Charakterystyka
W 1962, po zakończeniu wojny algierskiej, francuskie siły zbrojne zostały gruntownie zreorganizowane. 1 Armia Polowa weszła w skład wojsk operacyjnych. Jej dywizje zostały rozmieszczone w rejonie Alzacji-Lotaryngii. Była uzbrojona w nowoczesną broń, posiadała wysokie ukompletowanie, a podległe związki taktyczne utrzymywane były w wysokiej gotowości bojowej. Dywizje składały się z trzech jednolitych brygad, batalionu ochrony, pułku artylerii przeciwlotniczej, pułku inżynieryjno-saperskiego, grupy lotnictwa sił lądowych, batalionu transportowego, batalionu zaopatrzenia, pułku wyrzutni rakietowych Pluton i plutonu rozpoznania pomiarowego. Stan liczebny francuskiej dywizji wynosił około 16000 żołnierzy, a w jej wyposażeniu znajdowało się 4600 pojazdów.

Do 1966 1 Armia podporządkowana była dowódcy Centralnego Teatru Działań Wojennych. Jej 2 Korpus Armijny stacjonował na terenie Republiki Federalnej Niemiec.

## Struktura organizacyjna
W latach 60. XX w.
- dowództwo Armii – Strasburg[4]
- 1 Korpus Armijny – Nancy
  - 7 Dywizja – Mulhouse
  - 4 Dywizja – Verdun
  - 8 Dywizja – Compiegne
- 2 Korpus Armijny – Baden-Baden
  - 1 Dywizja – Trier
  - 3 Dywizja – Freiburg